# Table des caractères Unicode/U1E030
Cette page contient des caractères spéciaux ou non latins. S’ils s’affichent mal (▯, ?, etc.), consultez la page d’aide Unicode.
Table des caractères Unicode U+1E030 à U+1E7FF.

## Extension D du cyrillique
La portion de 1E030 à 1E08F concerne l'extension D du cyrillique.

### Table des caractères
|               | 0 | 1 | 2 | 3 | 4 | 5 | 6 | 7 | 8 | 9 | A | B | C | D | E | F |
| ------------- | - | - | - | - | - | - | - | - | - | - | - | - | - | - | - | - |
| 1E03 ... 1E7F |   |   |   |   |   |   |   |   |   |   |   |   |   |   |   |   |